# Hartwig Altenmüller
Hartwig Altenmüller (né le 23 septembre 1938, à Saulgau, Bade-Wurtemberg, Allemagne) est un égyptologue allemand.
Il est devenu professeur à l'Institut archéologique de l'université de Hambourg en 1971. Il est membre de l'Institut français d'archéologie orientale, de l'Egypt Exploration Society, de la Société française d'égyptologie.
Il a travaillé comme archéologue à Saqqarah de 1969 à 1982, puis dans la vallée des rois où il a fouillé les tombes KV13, KV14 (où il a identifié différentes étapes correspondant aux changements de statut de la reine Taousert, dont la momie a été retrouvée dans la cache royale KV35) et KV47, de 1984 à 1998.

## Publications
- avec Regine Schulz, Matthias Seidel et Dorothea Arnold, L'Égypte. Sur les traces de la civilisation pharaonique, Könemann, 2005, 540 p. (ISBN 978-3-8331-3272-8) ;
- avec Karl Martin, Nicole Kloth, Eva Pardey, Es Werde Niedergelegt Als Schriftstuck : Festschrift Fur Hartwig Altenmuller Zum 65. Geburtstag, Buske, 2003, 493 p. (ISBN 3-87548-341-3) ;
- avec Renate Germer, Fiona Elliott, Mummies : Life After Death in Ancient Egypt, Prestel Pub, 1997 (ISBN 3-7913-1804-7) ;
- (en) avec Ahmed M. Moussa, Das Grab Des Nianchchnum Und Chnumhotep, Mainz am Rhein, P. v. Zabern, 1977, 178 p. (ISBN 3-8053-0050-6) :
- (de) Die Texte Zum Begrabnisritual in Den Pyramiden Des Alten Reiches, Wiesbaden, O. Harrassowitz, 1972, 296 p. (ISBN 3-447-01453-9).